# 泉陽興業
泉陽興業株式会社（せんようこうぎょう）は、大阪府大阪市浪速区に本社を置く、遊園地・リゾート施設などの製造・設備・企画・運営会社である。業界で観覧車の建設に強いことで知られている。大輪会の会員企業である。
1958年（昭和33年）11月創業。かつては製造部門を1967年（昭和42年）より泉陽機工株式会社に分離していたが、2009年（平成21年）に吸収された。

## 沿革
- 1958年11月26日 - 山田三郎により大阪市中央区東清水町で設立。資本金500万円[2]。
- 1959年2月 - 大阪高島屋に営業所開設。その後百貨店の屋上遊園での遊具管理を各所で請け負う[2]。
- 1961年 ｰ　奈良ドリームランドにチェーンタワー（回転ブランコ）とゲームコーナーを納入。初の遊園地への納入となる[2]。
- 1962年 - 東京事務所開設[2]。
- 1963年10月 - 大阪府貝塚市に貝塚工場竣工[2]。
- 1964年5月 - 大阪市浪速区元町の自社ビルに本社移転[2]。
- 1967年 - 独立・自主性を高めるべく遊具の設計・製作・施工を担う子会社「泉陽機工」を設立[2]。
- 1968年2月 - 大型遊具の製造に対応した泉陽機工第一工場を岸和田市臨海町の大阪鉄工金属団地に竣工[2]。
- 1970年
  - 日本万国博覧会エキスポランドに参画[2]。
  - 5月 - 初の公共事業受注として岸和田市に2箇所の歩道橋を建設[2]。
- 1971年
  - 5月 ｰ 猪名川国際カントリークラブにケーブルカー「オートケーブル」を初導入[2]。
  - 8月 - 宝塚ゴルフ倶楽部に移動用ベルトコンベア「オートロード」を初導入[2]。
- 1973年7月 - PLランドに大型レジャープールを初導入[2]。
- 1975年8月 - 六甲国際カントリークラブにモノレール形自動カート「ラインカート」を初導入[2]。
- 1977年 - 社員からのアイデアを基にサイクルモノレールを発表[2]。
- 1980年 - 往復型垂直ループローラーコースター「アトミックコースター」を三井グリーンランドに初導入[2]。
- 1981年 - 神戸ポートアイランド博覧会にタイヤ駆動摩擦式の世界最大の大観覧車を納入[2]。
- 1985年 - コウベグリーンエキスポ'85に初のパークトレインを納入[2]。
- 1986年11月 - 岸和田市に泉陽機工第2工場を竣工[2]。
- 1988年4月 - 茨城県新治郡出島村（現在のかすみがうら市）に筑波工場竣工[2]。
- 1988年 - 関西国際空港埋立工事に参画し、土砂運搬用コンベアなどに協力[2]。
- 1995年7月 - 初のレーザーシューティング「ジオ・アドベンチャー」をネイブルランドに納入[2]。
- 1998年7月 ｰ 現本社ビル竣工[2]。
- 2001年3月 - 葛西臨海公園に自社最大の117m観覧車を納入[2]。
- 2008年9月 - 国営ひたち海浜公園にカードゲーム要素を組み込んだ大型迷路「ぐるり森大冒険」を初納入[2]。
- 2015年 - 天保山大観覧車に初のフルカラーLEDイルミネーションを導入[2]。
- 2018年 - 東京支社新棟「泉陽SYビル」竣工[2]。
- 2021年4月 - 日本初の常設都市型ロープウェイ「YOKOHAMA AIR CABIN」を開業[3]。
- 2024年3月 - 東京都交通局上野懸垂線の後継として、エコライドが採用[4][5]。

## 企画・運営に関わった主な遊園地・乗り物等
日本国内
- エキスポランド（営業終了、山田三郎会長が兼務した関連会社）
- よこはまコスモワールド
  - 大観覧車「コスモクロック21」（横浜博覧会、閉幕後も上記遊園地内で運営継続）
- YOKOHAMA AIR CABIN（都市型ロープウェイ）
- 葛西臨海公園「ダイヤと花の大観覧車」（東京都江戸川区）
- 恩賜上野動物園「エコライド」（東京都台東区）2026年（予定）
- あらかわ遊園（東京都荒川区）2022年 -
- マクセル アクアパーク品川（旧エプソン品川アクアスタジアム）ドルフィンパーティー（メリーゴーラウンド）、ポート・オブ・パイレーツ（バイキング）
- 天保山大観覧車（天保山ハーバービレッジ内）
- 名古屋港シートレインランド
- 八戸公園こどもの国
- マザー牧場わくわくランド
- 国営ひたち海浜公園プレジャーガーデン
- 日本モンキーパーク
- ラグーナテンボス･ラグナシア
- フェスティバルゲート（営業終了）
- グリーンランド（熊本県荒尾市）
- モートピア「鈴鹿サーキット」
- ひらかたパーク
- ユニバーサル・スタジオ・ジャパン「スヌーピーのグレートレース」（営業終了）
- 浜名湖パルパル
- 刈谷ハイウェイオアシス大観覧車
- 淡路サービスエリア大観覧車
- 愛・地球博記念公園
- りんくうプレジャータウンSEACLE大観覧車「りんくうの星」
- もりのゆうえんち（千葉県野田市）
- さがみ湖リゾート プレジャーフォレスト（旧さがみ湖ピクニックランド）観覧車
- 北の京・芦別モノレール（廃止）
- 華蔵寺公園遊園地（群馬県伊勢崎市）
- 「テクノコスモス」パビリオン大観覧車「スーパーゴンドラゴン」（国際科学技術博覧会）
- 「BIGHOPガーデンモール印西」観覧車
- はい!からっと横丁（山口県下関市）
- 木更津かんらんしゃパークKISARAPIA（千葉県木更津市）
- Fuji Sky View（静岡県富士市、富士川サービスエリア上り線）

日本国外
- 太湖之星遊覧園（中華人民共和国江蘇省無錫市）
- 石景山遊楽園（中華人民共和国北京市石景山区）